# Österreichische Post
Österreichische Post est une entreprise autrichienne chargée de l'acheminement postal. La société par actions (Aktiengesellschaft) fait partie de l'indice ATX. Elle est majoritairement détenue par l'État autrichien. 

## Historique

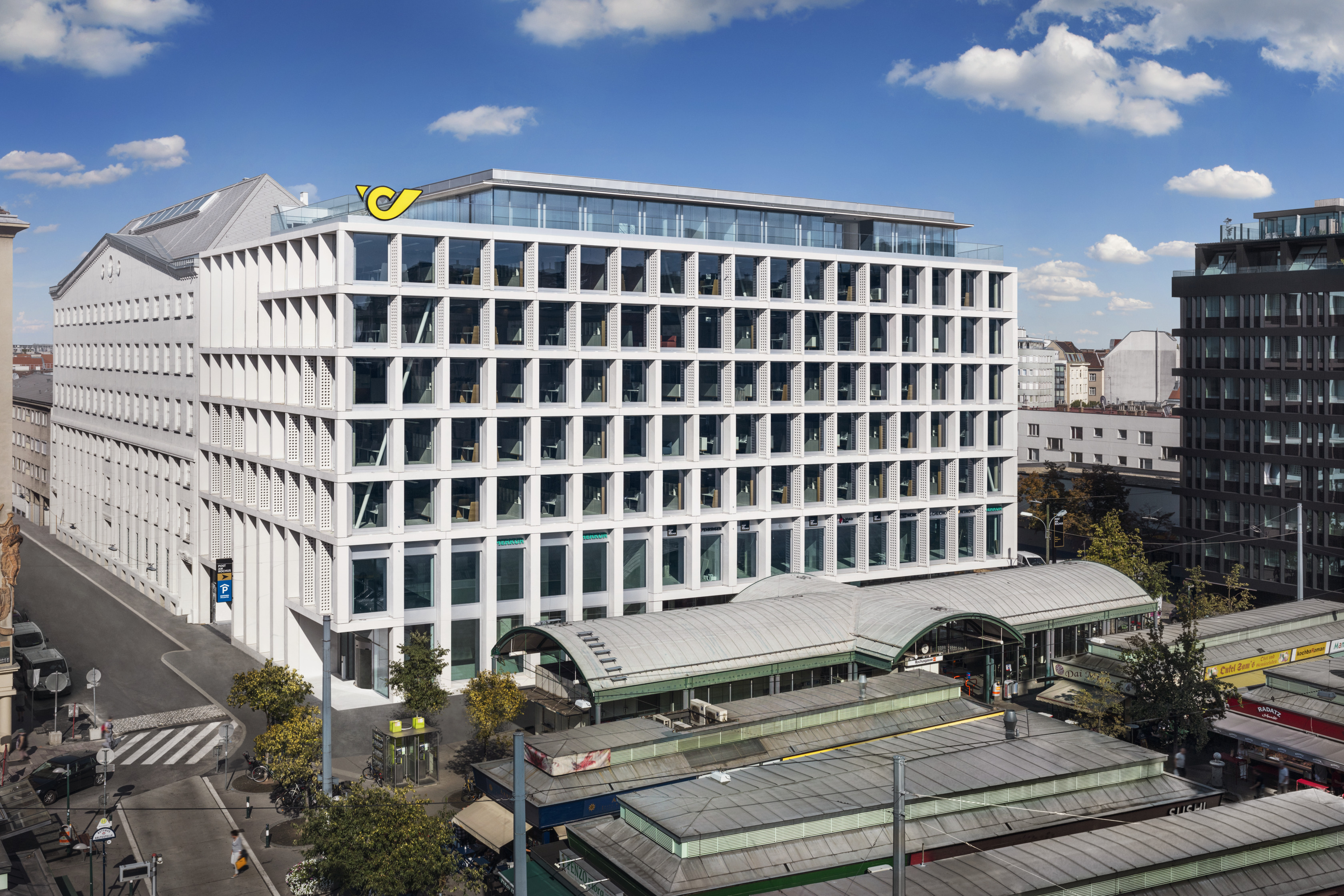
Siège principal à Vienne.

À la suite de la libéralisation du secteur des postes et télécommunications en 1996, l'ancien monopole postal a laissé la place à une entreprise commerciale, la société anonyme Post und Telekom Austria (PTA). L'opérateur de téléphone Telekom Austria avec sa filiale Mobilkom Austria est issue d'une scission en 1998. La privatisation de l'ensemble est achevée avec création de l'Österreichische Post l'année suivante.
En 2010, elle s'associe avec La Poste Suisse en vue de créer une co-entreprise regroupant leurs activités d’envois publicitaires internationaux.
En 2019, il lui a été reproché de mettre en ventes des données concernant les orientations politiques supposées de ses usagers.